# USS Saint Paul (CA-73)
USS Saint Paul (CA-73) là một tàu tuần dương hạng nặng thuộc lớp Baltimore của Hải quân Hoa Kỳ được chế tạo vào giai đoạn cuối Chiến tranh Thế giới thứ hai. Nó là chiếc tàu chiến thứ hai của Hải quân Mỹ được đặt cái tên này, theo tên thành phố St. Paul thuộc tiểu bang Minnesota. Saint Paul đã tiếp tục phục vụ trong cả các cuộc Chiến tranh Triều Tiên lẫn Chiến tranh Việt Nam, được tặng thưởng tổng cộng 18 Ngôi sao Chiến trận cùng các danh hiệu Đơn vị Tuyên dương Hải quân và Đơn vị Tuyên dương Anh dũng Hải quân trước khi ngừng hoạt động vào năm 1971, được rút đăng bạ vào năm 1978 và bị bán để tháo dỡ vào năm 1980.

## Thiết kế và chế tạo

### Thiết kế
Sau khi những giới hạn về tải trọng của tàu tuần dương hạng nặng do Hiệp ước Hải quân Washington quy định được dỡ bỏ, lớp Baltimore được thiết kế về căn bản dựa trên chiếc USS Wichita, và một phần cũng dựa trên lớp tàu tuần dương hạng nhẹ lớp Cleveland đang được chế tạo. Những chiếc Baltimore có trong lượng choán nước tiêu chuẩn lên đến 14.500 tấn Anh (14.733 t), và trang bị chín khẩu pháo 8 in (200 mm) trên ba tháp pháo ba nòng. So với lớp Wichita, vũ khí phòng không hạng nhẹ tiếp tục được tăng cường: 12 khẩu đội Bofors 40 mm bốn nòng (48 nòng pháo) cùng với 20-28 khẩu Oerlikon 20 mm. Sau Thế chiến II, pháo phòng không 20 mm bị tháo dỡ do kém hiệu quả, và pháo Bofors 40 mm được thay thế bằng pháo 3-inch/50-caliber trong thập niên 1950.

### Chế tạo
Saint Paul được đặt lườn như là chiếc Rochester bởi hãng Bethlehem Steel Company tại Quincy, Massachusetts vào ngày 3 tháng 2 năm 1943, trước khi được đổi tên vào ngày 1 tháng 9 năm 1943. Nó được hạ thủy vào ngày 16 tháng 9 năm 1944; được đỡ đầu bởi bà Marie Gordon McDonough, phu nhân thị trưởng thành phố Saint Paul John J. McDonough, và được cho nhập biên chế vào ngày 17 tháng 2 năm 1945 dưới quyền chỉ huy của hạm trưởng, Đại tá Hải quân Ernest H. von Heimburg.

## Lịch sử hoạt động

### Chiến tranh thế giới thứ hai (1945)
Sau khi chạy thử máy tại vùng biển Caribbe, Saint Paul rời Boston, Massachusetts vào ngày 15 tháng 5 năm 1945 để hướng sang Thái Bình Dương. Từ ngày 8 đến ngày 30 tháng 6, nó trải qua đợt huấn luyện ngoài khơi Trân Châu Cảng, rồi lên đường vào ngày 2 tháng 7 để gia nhập Lực lượng Đặc nhiệm 38. Lực lượng tàu sân bay nhanh này hoàn tất việc tiếp liệu trên biển vào ngày 23 tháng 7, rồi tiếp tục đi đến các điểm xuất phát nhằm tung ra các cuộc không kích vào Honshū, đảo lớn nhất của Nhật Bản. Từ ngày 24 tháng 7 đến ngày 10 tháng 8, Saint Paul hộ tống cho các tàu sân bay khi chúng tung ra các đợt không kích nặng nề xuống Kure, Kobe và khu vực Tokyo về phía Nam Honshū, rồi xuống Maizuru và nhiều sân bay về phía Bắc Honshū.
Trong giai đoạn này, Saint Paul cũng tiến hành bắn phá các mục tiêu công nghiệp: thoạt tiên là các nhà máy dệt tại Hamamatsu trong đêm 29 tháng 7, sau đó là các nhà máy sắt thép tại Kamaishi vào ngày 9 tháng 8, đã bắn những loạt đạn sau cùng trong chiến tranh từ một tàu chiến lớn. Cảnh báo thời tiết về một cơn bão khiến buộc phải hủy bỏ những hoạt động không quân trong các ngày 11 đến 14 tháng 8. Sau đó, các phi vụ vừa được tung ra sáng ngày 14 tháng 8 được gọi quay trở lại tàu, khi mà các cuộc thương lượng tiến triển mang đến hứa hẹn là Nhật Bản sẽ đầu hàng. Vào ngày 15 tháng 8, mọi hoạt động tác chiến chống Nhật Bản được kết thúc.
Cùng với các đơn vị khác của Đệ Tam hạm đội, Saint Paul di chuyển về phía Đông Nam tuần tra dọc theo bờ biển trong khi chờ đợi mệnh lệnh mới. Vào ngày 27 tháng 8, nó di chuyển đến Sagami Wan hỗ trợ cho việc đổ bộ lực lượng chiếm đóng. Ngày 1 tháng 9, nó đi vào vịnh Tokyo, và đã có mặt tại đây vào ngày hôm sau khi văn kiện đầu hàng được chính thức ký kết trên thiết giáp hạm Missouri.

### Viễn Đông (1946-1949)
Saint Paul tiếp tục ở lại vùng biển Nhật Bản trong nhiệm vụ chiếm đóng cho đến khi nhận được lệnh đi đến Thượng Hải vào ngày 5 tháng 11 đảm trách vai trò soái hạm của Lực lượng Đặc nhiệm 73. Nó đi dọc theo sông Hoàng Phố, thả neo dọc theo bến Thượng Hải vào ngày 10 tháng 11, và tiếp tục ở lại đây cho đến đầu năm 1946. Ngày 21 tháng 12 năm 1945, nó bị tai nạn va chạm với xuồng đổ bộ LST144 của Trung Quốc (nguyên của Nhật Bản), vốn bị dòng nước cuốn mạnh va vào mũi tàu của Saint Paul. Chiếc xuồng đổ bộ bị hư hại nặng, trong khi chiếc tàu tuần dương bị hư hại nhẹ trước mũi.
Vào ngày 7 tháng 1 năm 1946, Saint Paul rời Thượng Hải cùng với tàu khu trục hộ tống Keith để quay trở về xưởng hải quân đảo Terminal, California, đến nơi vào ngày 28 tháng 1 năm 1946 cho một đợt sửa chữa nhỏ hư hại do va chạm. Vào tháng 5, nó thực hiện một chuyến đi khứ hồi đến Trân Châu Cảng. Quay trở về đảo Terminal vào ngày 1 tháng 8, nó được đại tu nhằm chuẩn bị cho một lượt nhiệm vụ khác tại Viễn Đông. Từ ngày 1 đến ngày 15 tháng 2 năm 1947, nó tiến hành các hoạt động huấn luyện ôn tập tại San Diego, California.
Sau khi quay trở lại Thượng Hải vào tháng 3, Saint Paul tiếp tục các hoạt động trong vai trò soái hạm của Lực lượng Đặc nhiệm 71 cho đến khi quay trở về Hoa Kỳ vào tháng 11. Tiếp theo đó là các hoạt động huấn luyện dọc theo Bờ Tây Hoa Kỳ, bao gồm các chuyến đi cho lực lượng trừ bị hải quân trong tháng 4-tháng 5 năm 1948. Từ tháng 8 đến tháng 12, nó được bố trí đến khu vực Tây Thái Bình Dương, hoạt động tại vùng biển Nhật Bản và Trung Quốc. Quay trở về Hoa Kỳ, nó được cải biến từ máy phóng sang cấu hình máy bay trực thăng trước khi tiếp tục phục vụ tại Viễn Đông từ tháng 4 đến tháng 10 năm 1949.

### Chiến tranh Triều Tiên (1950-1953)

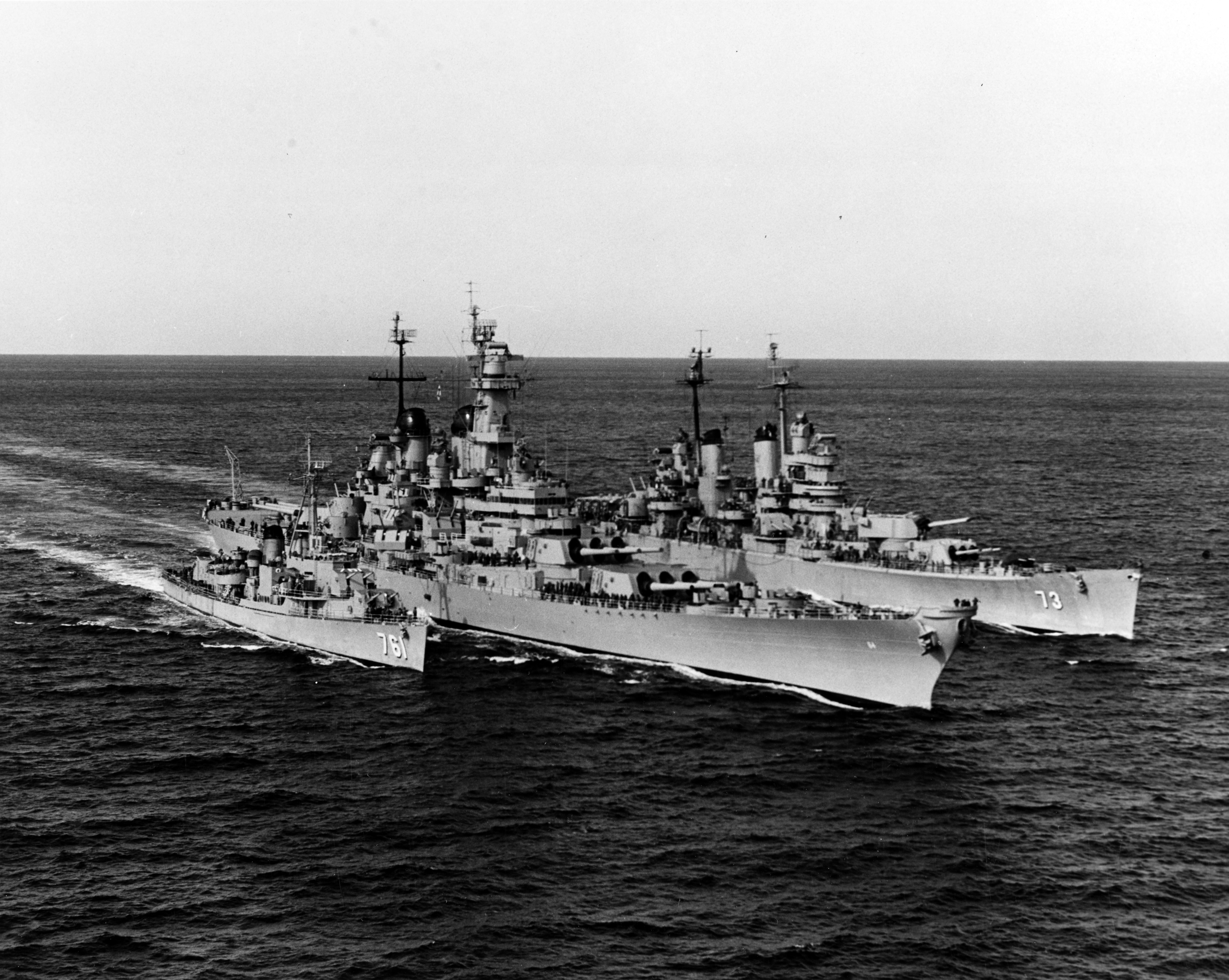
Tàu khu trục Buck, thiết giáp hạm Wisconsin cùng Saint Paul di chuyển trong đội hình trong các hoạt động ngoài khơi bờ biển Triều Tiên, năm 1952.

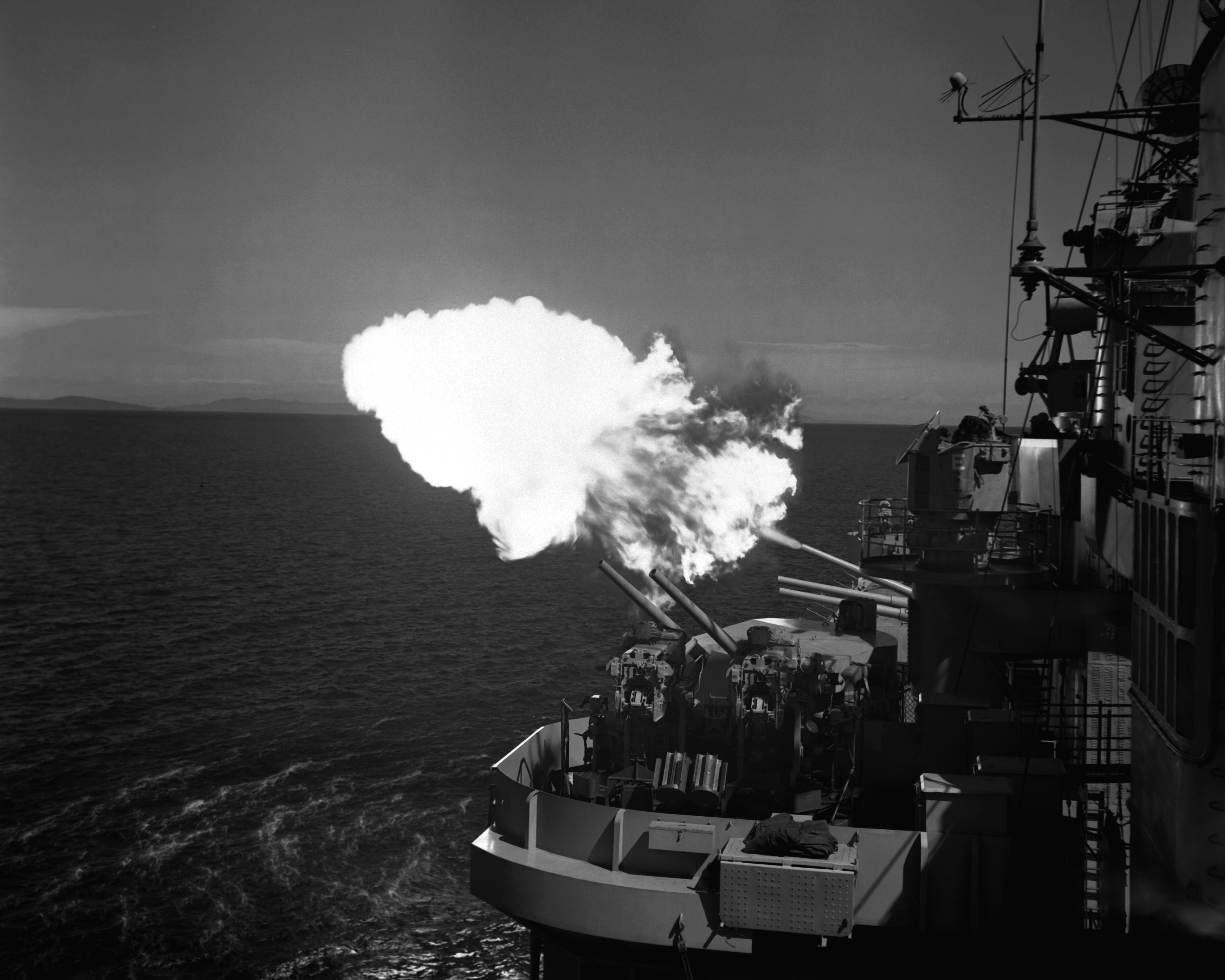
Saint Paul đang nả pháo xuống các khẩu đội bờ biển đối phương tại Triều Tiên, năm 1953.

Khi xung đột bắt đầu nổ ra trong cuộc Chiến tranh Triều Tiên vào tháng 6 năm 1950, Saint Paul đang thực hiện chuyến đi huấn luyện học viên mới từ San Francisco, California đến Trân Châu Cảng. Nó đưa các sĩ quan hải quân tương lai lên bờ rồi khởi hành vào cuối tháng 7 đi đến khu vực Tây Thái Bình Dương, nơi nó gia nhập Đội đặc nhiệm 77.3 trong nhiệm vụ tuần tra eo biển Đài Loan. Saint Paul tiếp tục tuần tra giữa Đài Loan và lục địa Trung Quốc từ ngày 27 tháng 8 đến ngày 1 tháng 11. Sau đó nó di chuyển lên phía Bắc, tiến vào biển Nhật Bản để gia nhập Lực lượng Đặc nhiệm 77, và tiến hành các hoạt động tác chiến ngoài khơi bờ biển Đông Bắc Triều Tiên vào ngày 9 tháng 11. Vào ngày 17 tháng 11, trong khi bắn pháo hỗ trợ cho lực lượng Liên Hợp Quốc tiến quân tại Chongjin, mảnh đạn của một quả đạn pháo bắn suýt trúng từ các khẩu đội bờ biển đối phương đã làm bị thương sáu thành viên của các khẩu đội pháo trên tàu. Chiếc tàu tuần dương đáp trả bằng hỏa lực pháo vốn đã tiêu diệt được khẩu đội đối phương và tiếp tục thực hiện nhiệm vụ.
Do lực lượng Cộng sản Trung Quốc bất ngờ mở cuộc tổng tấn công quy mô lớn vào cuối tháng 11, lực lượng Liên Hợp Quốc buộc phải rút lui để tập trung lực lượng và giữ vững các vị trí phía Nam vĩ tuyến 38. Saint Paul đã hỗ trợ cho Quân đoàn 1 quân đội Cộng hòa Hàn Quốc bên sườn phía Đông khi họ rút lui từ Hapsu, và dọc theo bờ biển khi họ rút lui khỏi Chongjin. Vào ngày 2 tháng 12, nó di chuyển lên phía Bắc tiến hành các cuộc bắn pháo ban đêm vào khu vực phía Bắc Chongjin, rồi đi xuống phía Nam hỗ trợ cho việc rút lui một sư đoàn Hàn Quốc đến Kyongsong Man. Nó đi vào cảng Wonsan vào ngày 3 tháng 12 dựng một hàng rào hỏa lực pháo chung quanh thành phố trong khi lực lượng và phương tiện của quân Liên Hợp Quốc được chuyển đến Hungnam; rồi theo chân lực lượng đến đây để hỗ trợ cho việc triệt thoái khỏi thành phố và cảng này từ ngày 10 đến ngày 24 tháng 12.
Từ ngày 21 đến ngày 31 tháng 1 năm 1951, Saint Paul thực hiện các nhiệm vụ bắn pháo bờ biển về phía Bắc Inchon, nơi mà vào ngày 26 tháng 1, nó bị các khẩu đội pháo bờ biển ngắm bắn. Vào ngày 7 tháng 4, cùng với các chiếc Wallace L. Lind, Massey, Fort Marion và Begor trong thành phần Lực lượng Đặc nhiệm74, Saint Paul hỗ trợ vào việc đột kích tuyến đường sắt và các hầm đường sắt, có huy động 250 lính biệt kích thuộc Tiểu đoàn Thủy binh Hoàng gia Độc lập 41. Chiến dịch này đã rất thành công trong việc phá hủy tuyến giao thông đường sắt, làm chậm trễ các nỗ lực tiếp tế của đối phương, buộc họ chỉ sửa chữa hay xây dựng tuyến đường vào ban đêm và phải che giấu lực lượng và phương tiện trong các đường hầm vào ban ngày.
Saint Paul quay trở về Hoa Kỳ để đại tu tại San Francisco, California từ tháng 6 đến tháng 9, rồi tiến hành huấn luyện trước khi lại lên đường vào ngày 5 tháng 11 hướng sang Triều Tiên. Nó đi đến khu vực ngoài khơi Wonsan vào ngày 27 tháng 11 tiến hành các hoạt động bắn phá. Trong những tuần lễ tiếp theo sau, nó tấn công các vị trí chiến lược tại Hungnam, Songjin và Chongjin. Trong tháng 12, nó phục vụ như là tàu hộ tống phòng không cho Lực lượng Đặc nhiệm 77; và sau một đợt nghỉ ngơi tại Nhật Bản, nó quay trở lại hoạt động ngoài khơi bờ biển Bắc Triều Tiên. Vào tháng 4 năm 1952, Saint Paul tham gia cuộc tấn công phối hợp không-hải lực vào các cảng Wonsan và Chongjin.
Vào ngày 21 tháng 4, trong khi chiếc tàu tuần dương làm nhiệm vụ bắn pháo hỗ trợ, một vụ nổ thuốc đạn nghiêm trọng và bất ngờ đã xảy ra tại tháp pháo 8 inch (203 milimét) phía trước, khiến 30 người tử trận. Vụ nổ xảy ra ở khẩu pháo bên trái, vốn đã được nạp đạn nhưng khóa nòng lại mở; chỉ huy khẩu đội cho rằng pháo đã được bắn nên ra lệnh nạp thêm một đầu đạn mới vào ổ pháo. Khẩu pháo nổ tung, kích nổ thêm hai liều thuốc phóng sẵn có trên thang nâng. Tuy nhiên, trước khi quay trở về Nhật Bản để sửa chữa, Saint Paul thực hiện bắn phá các mục tiêu trên tuyến đường sắt gần Songjin, và bắt giữ chín người Bắc Triều Tiên trên một chiếc xuồng nhỏ. Sau một giai đoạn ngắn ở lại trong cảng và hai tuần bắn pháo hỗ trợ cho tuyến đầu, nó quay trở về nhà và về đến Long Beach, California, vào ngày 24 tháng 6.
Vào ngày 28 tháng 2 năm 1953, Saint Paul rời khu vực Bờ Tây cho lượt bố trí thứ ba đến Triều Tiên, và lại hoạt động tác chiến vào tháng 4. Đến giữa tháng 6, nó hỗ trợ cho việc tái chiếm đồi Anchor. Cùng với thiết giáp hạm New Jersey, nó hỗ trợ cho Quân đội Hàn Quốc trong một cuộc tấn công trên đất liền vào vị trí trọng yếu phía Nam Kosong. Chiếc tàu tuần dương nhiều lần bị nhắm bắn bởi đạn pháo 75 mm và 105 mm, nhiều phát suýt trúng chỉ cách không đầy 3 m (10 yard). Vào ngày 11 tháng 7 tại Wonsan, nó bị bắn trúng phát duy nhất trong cuộc chiến này bởi một khẩu đội pháo bờ biển, nhưng không ai bị thương và chỉ bị hư hại cho khẩu pháo phòng không 3 inch (76,2 milimét). Lúc 21 giờ 59 phút ngày 27 tháng 7, nó tiến hành đợt bắn pháo cuối cùng, cũng là loạt đạn pháo sau cùng của cuộc chiến được bắn trên biển. Quả đạn pháo, có mang chữ ký của Chuẩn đô đốc Harry Sanders, nhắm vào một khẩu đội pháo bờ biển đối phương; thỏa thuận ngừng bắn có hiệu lực lúc 22 giờ 00. Saint Paul sau đó tiến hành tuần tra dọc theo bờ biển phía Đông bán đảo Triều Tiên.

### Viễn Đông (1954-1965)
Saint Paul quay trở lại khu vực Tây Thái Bình Dương vào tháng 5 năm 1954; và vào cuối năm đó đã đặt trong tình trạng báo động khi lực lượng Cộng sản Trung Quốc đe dọa cụm quần đảo Kim Môn của Trung Hoa dân quốc. Từ ngày 19 tháng 11 năm 1954 đến ngày 12 tháng 7 năm 1955, nó hoạt động cùng với Đệ Thất hạm đội tại các vùng biển Nhật Bản và Trung Quốc, đặc biệt là khu vực giữa Đài Loan và lục địa Trung Quốc, đóng một vai trò quan trọng trong việc bảo vệ lợi ích của Hoa Kỳ tại Viễn Đông. Nó quay trở về Long Beach để sửa chữa và đại tu, rồi quay trở lại khu vực Tây Thái Bình Dương từ ngày 15 tháng 8 năm 1955 đến ngày 10 tháng 1 năm 1956, phục vụ như là soái hạm của Đệ Thất hạm đội.
Saint Paul quay trở về Long Beach vào tháng 2 năm 1956, và sau đó di chuyển đến Bremerton, Washington để bảo trì và đại tu. Đến tháng 9, nó trở thành soái hạm của Đệ Nhất hạm đội, và đã phục vụ đưa Bộ trưởng Hải quân Hoa Kỳ trong một cuộc Duyệt binh Hạm đội tại Long Beach. Nó rời cảng ngày on 6 tháng 11; và sau một đợt ôn tập huấn luyện tại San Diego, California, chiếc tàu tuần dương đi đến Yokosuka, Nhật Bản vào ngày 29 tháng 9 để thay phiên cho tàu tuần dương Rochester trong vai trò soái hạm của Đệ Thất hạm đội. Nó trải qua hầu hết thời gian tại cảng Keelung hoặc Kaohsiung của Đài Loan, cùng những giai đoạn huấn luyện tại Philippines và ghé thăm vịnh Buckner, Hong Kong, Manila và Sasebo. Vào ngày 26 tháng 4 năm 1957, nó lên đường quay trở về nhà.
Saint Paul về đến Long Beach vào ngày 21 tháng 5, rồi sau đó thực hiện các hoạt động dọc theo Bờ Tây, lên phía Bắc đến tận Seattle, Washington, cho đến khi nó lên đường một lần nữa vào ngày 3 tháng 2 năm 1958 hướng sang Viễn Đông. Nó được hiện một chuyến đi dài ngày bắt đầu từ Trân Châu Cảng hướng đến Wellington, New Zealand; tiếp tục băng ngang Guadalcanal rồi hướng lên phía Bắc qua quần đảo Solomon đến New Georgia; viếng thăm quần đảo Caroline; và kết thúc chuyến đi tại Yokosuka vào ngày 9 tháng 3. Nó lặp lại vai trò soái hạm của hạm đội như những lần bố trí tại Tây Thái Bình Dương trước đó, cũng như các cuộc tập trận tại Philippines trước khi quay trở về Long Beach vào ngày 25 tháng 8. Khởi hành từ Long Beach vào ngày 4 tháng 5 năm 1959, Saint Paul trở thành tàu chiến lớn đầu tiên của Hải quân Mỹ đặt căn cứ tại Viễn Đông kể từ trước Thế Chiến II. Đặt cảng nhà tại Yokosuka, nó đã không quay về Long Beach trong vòng 39 tháng tiếp theo sau.

### Chiến tranh Việt Nam (1966-1970)

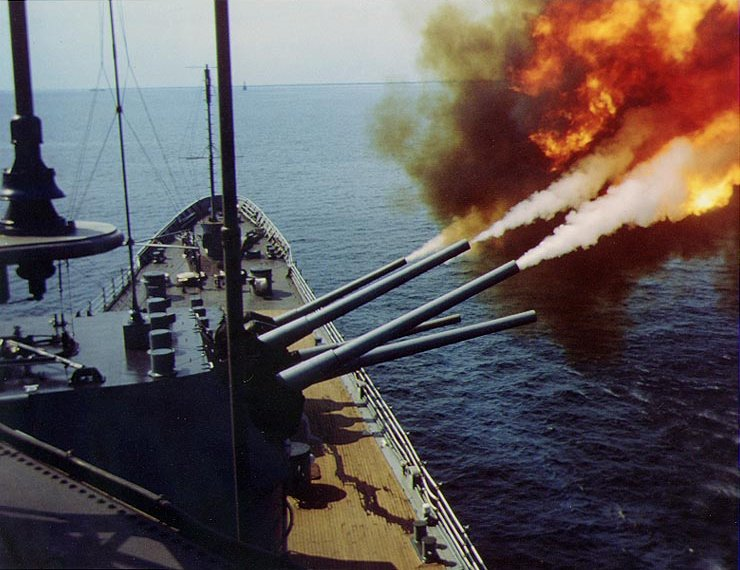
Loạt đạn pháo bắn với cả hai tháp pháo phía trước của tàu tuần dương USS St Paul trong Chiến tranh Việt Nam

Tiếp nhận vai trò soái hạm của Đệ Nhất hạm đội, nó chỉ quay trở lại khu vực Tây Thái Bình Dương vào năm 1966. Từ năm đó, nó được bố trí năm đợt hoạt động cùng Đệ Thất hạm đội trong các chiến dịch ngoài khơi Bắc và Nam Việt Nam, bắn pháo hỗ trợ cho hoạt động của lực lượng đồng minh. Tương tự như thời kỳ hoạt động trong Chiến tranh Triều Tiên, Saint Paul bị bắn trúng vào ngày 2 tháng 9, khi một quả đạn pháo trúng mũi tàu bên mạn phải gần mực nước. Không có ai bị thương; và hư hỏng nhẹ này được nhanh chóng sửa chữa, cho phép nó tiếp tục làm nhiệm vụ. Do thành tích phục vụ xuất sắc trong chiến đấu tại Việt Nam, Saint Paul được tặng thưởng danh hiệu Đơn vị Tuyên dương Hải quân cùng hai danh hiệu Đơn vị Tuyên dương Anh dũng Hải quân.

### Ngừng hoạt động và số phận
Saint Paul bắt đầu các chuẩn bị để ngừng hoạt động tại San Diego, California vào ngày 7 tháng 12 năm 1970. Nó đi đến Bremerton, Washington vào ngày 1 tháng 2 năm 1971, nơi nó được cho ngừng hoạt động vào ngày 30 tháng 4 và được đưa về Hạm đội Dự bị Thái Bình Dương thuộc Đội Puget Sound. Saint Paul là chiếc tàu tuần dương toàn súng lớn lớp Baltimore cuối cùng phục vụ cùng Hải quân Mỹ, vì những chiếc Chicago và Columbus phục vụ trong những năm 1980 với tư cách là tàu tuần dương tên lửa điều khiển thuộc lớp Albany. Được rút khỏi danh sách Đăng bạ Hải quân vào ngày 31 tháng 7 năm 1978, Saint Paul bị bán để tháo dỡ vào tháng 1 năm 1980.

## Phần thưởng và di sản
Saint Paul được tặng thưởng một Ngôi sao Chiến trận trong Chiến tranh Thế giới thứ hai, tám ngôi sao trong Chiến tranh Triều Tiên, và thêm chín ngôi sao khác cùng Đơn vị Tuyên dương Hải quân cùng hai phần thưởng Đơn vị Tuyên dương Anh dũng Hải quân do thành tích phục vụ trong Chiến tranh Việt Nam.
| Bronze star · Bronze star                             |                           | Bronze star · Bronze star · Bronze star                             |
|                                                       |                           | Bronze star                                                         |
|                                                       |                           | Bronze star                                                         |
| Silver star · Bronze star · Bronze star · Bronze star | Bronze star · Bronze star | Silver star · Bronze star · Bronze star · Bronze star · Bronze star |
|                                                       |                           |                                                                     |
|                                                       |                           |                                                                     |

| Dãi băng Hoạt động Tác chiến với 2 Ngôi sao Chiến trận   | Đơn vị Tuyên dương Hải quân                                         | Đơn vị Tuyên dương Anh dũng Hải quân với 3 Ngôi sao Chiến trận          |
| Huân chương Phục vụ Trung Hoa                            | Huân chương Chiến dịch Hoa Kỳ                                       | Huân chương Chiến dịch Châu Á-Thái Bình Dương với 1 Ngôi sao Chiến trận |
| Huân chương Chiến thắng Thế Chiến II                     | Huân chương Phục vụ Chiếm đóng Hải quân                             | Huân chương Phục vụ Phòng vệ Quốc gia với 1 Ngôi sao Chiến trận         |
| Huân chương Phục vụ Triều Tiên với 8 Ngôi sao Chiến trận | Huân chương Viễn chinh Lực lượng Vũ trang với 2 Ngôi sao Chiến trận | Huân chương Phục vụ Việt Nam với 9 Ngôi sao Chiến trận                  |
| Huân chương Phục vụ Phòng thủ Triều Tiên                 | Đơn vị Tuyên dương Tổng thống (Hàn Quốc)                            | Huân chương Anh Dũng Bội Tinh (Việt Nam Cộng Hòa)                       |
| Huân chương Liên Hợp Quốc Phục vụ Triều Tiên             | Huân chương Chiến dịch Bội tinh (Việt Nam Cộng Hòa)                 | Huân chương Phục vụ Chiến tranh Triều Tiên (Hàn Quốc)                   |

Chiếc chuông của Saint Paul hiện đang được trưng bày tại Tòa thị chính St. Paul, Minnesota trên tầng 3, giữa các phòng làm việc của Hội đồng và văn phòng thị trưởng, trong một khu vực vốn còn có một danh sách quân nhân dự bị của thành phố Saint Paul đã phục vụ bên trên chiếc USS Ward khi nó nổ phát súng Hoa Kỳ đầu tiên trong Thế Chiến II.

## Văn hóa đại chúng
Vào năm 1964, Saint Paul tham gia vào các cảnh quay của bộ phim In Harm's Way có sự tham gia của diễn viên John Wayne. Con tàu chưa hề được nhắc đến với tên thật, nhưng được gọi đơn giản là "Old Swayback" và được giả định được chỉ huy bởi nhân vật do Wayne đóng như là thuyền trưởng, và phục vụ như là soái hạm của ông như một đô đốc, và sau đó bị đánh chìm trong một trận chiến ác liệt với quân Nhật.